# Gawler (Australia Południowa)
Gawler – miasto w Australii, w stanie Australia Południowa. w 2021 roku liczyło 24 988 mieszkańców.